# Club de Deportes Quilicura
El Club de Deportes Quilicura fue un club de fútbol de Chile fundado el 1 de diciembre de 1999 como en la comuna de Quilicura, de la ciudad de Santiago. Al conseguir llegar al profesionalismo consiguió una alianza con empresarios ligados al Club de Deportes Maipo, y creó una alianza que llevó al equipo a trasladarse a Buin y a cambiar su denominación a «Club Deportivo Maipo Quilicura» el 27 de abril de 2014.
Tras el descenso de la Segunda División, tercera categoría del fútbol chileno, a mediados de 2015, el club desapareció por insolvencia económica.

## Historia
Quilicura fue fundado 1 de diciembre de 1999 y su misión era contribuir al desarrollo del deporte en la comuna de Quilicura a través de una institución que se identificará con la comunidad y que brindará a niños y jóvenes de la comuna una oportunidad de participar en un ambiente sano y en torneos deportivos de alta competencia.
El año 2002 gana el título de Cuarta División tras ganarle la llave definitoria a Lautaro de Buin. Ahí obtiene el ascenso a la Tercera División, donde permanece hasta el año 2008, cuando desciende a la nueva Cuarta División, denominada como Tercera B.
El año 2009 ascendió a la Tercera División A tras vencer en la semifinal a General Velásquez perdiendo por 4-1 el partido de ida, y ganando 5-0 el partido de vuelta, con tres goles de Boris Manríquez. Disputó la final con Municipal La Pintana, perdiendo por 1-0 el partido de ida y el partido de vuelta en el Estadio Municipal de Quilicura, el día domingo 25 de octubre ganaba por 2 goles a 0, pero el juez del cotejo dio 8 minutos de descuento permitiendo el gol pintanino. Finalmente Deportes Quilicura ganó por 2-1, pero no obtuvo el campeonato por el gol de visitante.
A la siguiente temporada, ya en Tercera A, el club hace una irregular campaña y termina con el riesgo de descender nuevamente a Tercera B, luego de perder contra Deportes Ovalle por 3-1 en Monte Patria y finalizar último en la Liguilla de Descenso Norte. Sin embargo pudo retener la categoría, pues le ganó a Linares Unido mandándolo a la Tercera B en el partido definitorio y venció en una dramática tanta de penales a Rengo Unido en la Liguilla de Promoción por la permanencia.
El año 2011 logra mantenerse en la categoría disputando la liguilla de descenso, ganando tres partidos claves, ante Municipal Talagante, Deportes Melipilla y Trasandino de los Andes.
En 2012 el club cumple su mejor campaña, clasificando a Copa Chile y manteniéndose en lugares de clasificación a la pre-liguilla de ascenso a falta de tres fechas para el final de la fase regular.
Al finalizar el torneo de Tercera División 2013-14, se proclama subcampeón de la categoría y consigue por primera vez en sus 14 de años de historia, ingresar al fútbol profesional, tras ascender a la Segunda División.
El 2014 tras el ascenso a la Segunda División Profesional el club se fusiona con Deportes Maipo, de la comuna de Buin, buscando en la comuna de la Provincia del Maipo, el apoyo necesario para seguir surgiendo en el fútbol. El alcalde Ángel Bozan, tiene comprometidos ingresos a esta institución que representará a la comuna de Buin en el fútbol rentado y que usará como alternativa la cancha del Municipal Santiago Bueras de Maipú, mientras es aceptado por el "Plan Estadio Seguro" su recinto.
Debutó en por primera vez en el fútbol profesional de Chile el día 1 de septiembre del 2014, en el Estadio Santiago Bueras de Maipú frente a Malleco Unido, cayendo por 0 a 3.
Tras 28 partidos jugados y a falta de 4 fechas para el término de su primera temporada en el profesionalismo, Deportivo Maipo Quilicura descendió a la Tercera División 2015-16 tras caer por 4 a 1 en su visita a Deportes Valdivia el día 28 de marzo del 2015, tras 7 meses en el fútbol rentado.
Pocos días antes del Consejo de Presidentes de la ANFP, para la temporada 2015-2016, el presidente del club informa que su equipo tomará un receso de los campeonatos, al menos por esta temporada, y desertó su participación en Segunda División Profesional.

## Uniforme
- Uniforme titular: Camiseta, pantalón y medias verdes.

### Titular
| 2013 |

### Suplente
| 2013 |

## Estadio
Desde la recta final del campeonato se Segunda División 2015, el equipo se traslada a Buin, y juega en el Municipal de Buin, que tiene capacidad para 1500 espectadores.

## Datos del club
- Temporadas en 2.ª: 1 (2014/15)
- Temporadas en 3.ª: 10 (2003-2008, 2010-2013)
- Temporadas en 4.ª: 4 (2000-2002, 2009)

## Entrenadores

### Cronología
- Hernán Castro (2009-2010)
- Carlos Ramos (2011)
- Hermes Navarro (2011)
- Ramón Climent (2011)
- Hernán Castro (2012)
- Luis Saavedra (2013-2015)
- Hermes Navarro (2015)
- Ricardo Toro (2015)

## Palmarés

### Torneos nacionales
- Cuarta División de Chile (1): 2002
- Subcampeón de la Tercera A de Chile (1): 2013-14
- Subcampeón de la Tercera B de Chile (1): 2009